# Борщёвский сельский совет (Изюмский район)
Борщёвский либо Борщовский сельский совет — входит в состав Балаклейского района Харьковской области Украины.
Административный центр сельского совета находится в селе Борщовка .

## История
- 1924 — дата образования.
- С 1924 по 17 июля 2020 года входил в Балаклейский район ХО.
- С 17 июля 2020 года входит в Изюмский район ХО.

## Населённые пункты совета
- село Борщовка